# Château de Bois-Préau
Le château de Bois-Préau est un château français du XIXe siècle situé dans la commune de Rueil-Malmaison dans le département des Hauts-de-Seine et la région d'Île-de-France.
Il abrite depuis 1958 un musée national, annexe de celui de Malmaison. Après avoir été consacré à la captivité et à la mort de Napoléon à Sainte-Hélène ainsi qu'au retour des cendres et à la légende napoléonienne, il accueille désormais des expositions temporaires.

## Historique
La terre de Bois-Préau, qui dépendait au Moyen Âge de l'abbaye de Saint-Denis, est achetée en 1696 conjointement par Frédéric Léonard et par son fils Frédéric-Pierre Léonard, tous deux imprimeurs et libraires ordinaires du Roi. Sur le terrain de 16,1 hectares – qui correspond encore de nos jours à la superficie du parc – ils font bâtir entre 1697 et 1700 une assez vaste demeure entourée de jardins agrémentés de pièces d'eau.
Le fils de Frédéric-Pierre Léonard cède le domaine en 1747 à Jean Garnier, ancien cuisinier devenu maître d'hôtel de la reine Marie Leszczynska. Celui-ci embellit le domaine en créant une maison de bains et en ornant le parc de statues puis cède le château en 1765 au marquis de Prie, qui fait transformer le château par l'architecte Claude Bacarit. En 1774, le marquis de Prie revend la propriété au banquier Louis Julien, qui y meurt en 1796, laissant le château à sa fille restée célibataire, Anne-Marie.

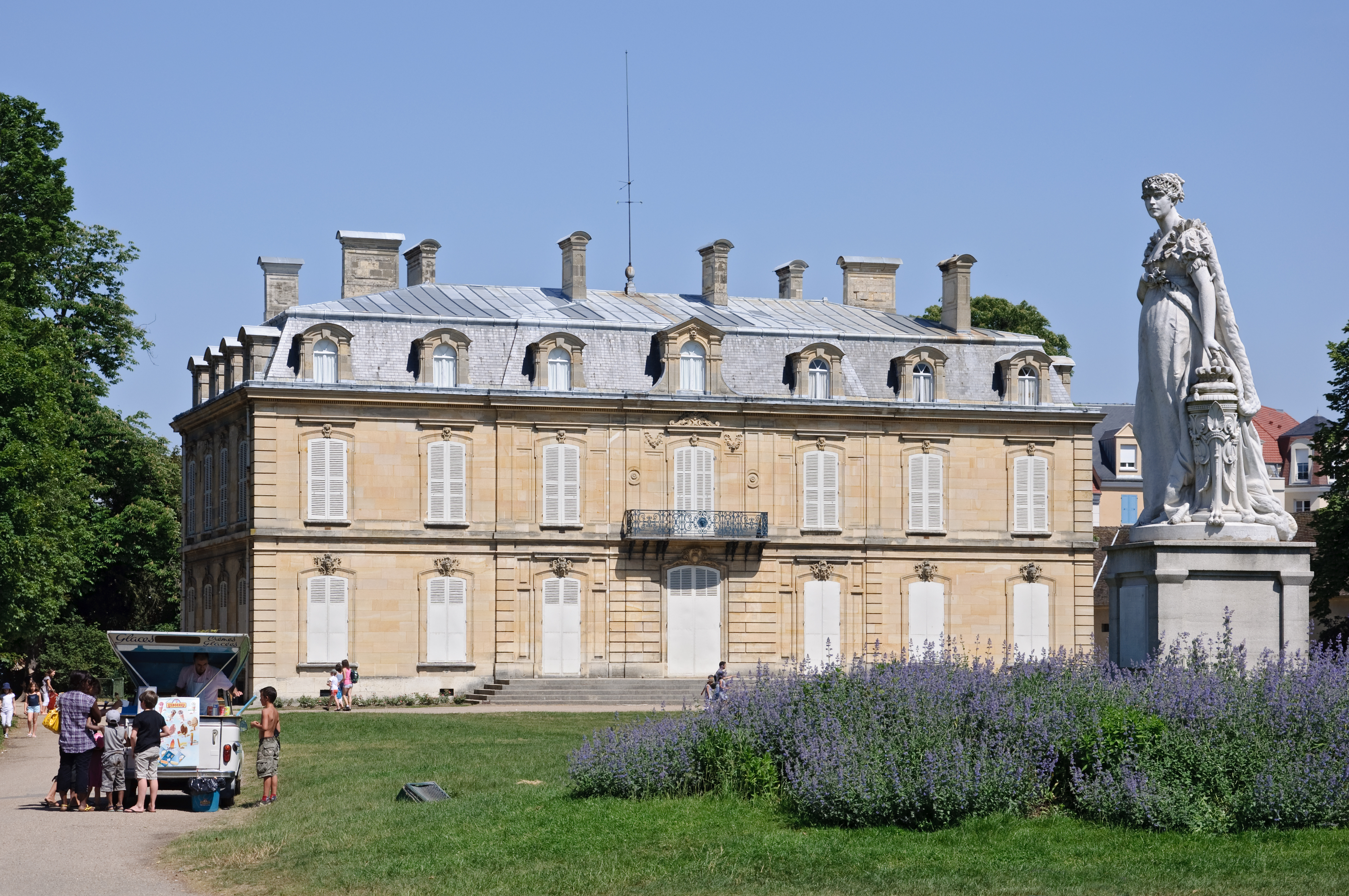
Le château de Bois-Préau avec au premier plan la statue de Joséphine de Beauharnais par Gabriel-Vital Dubray.

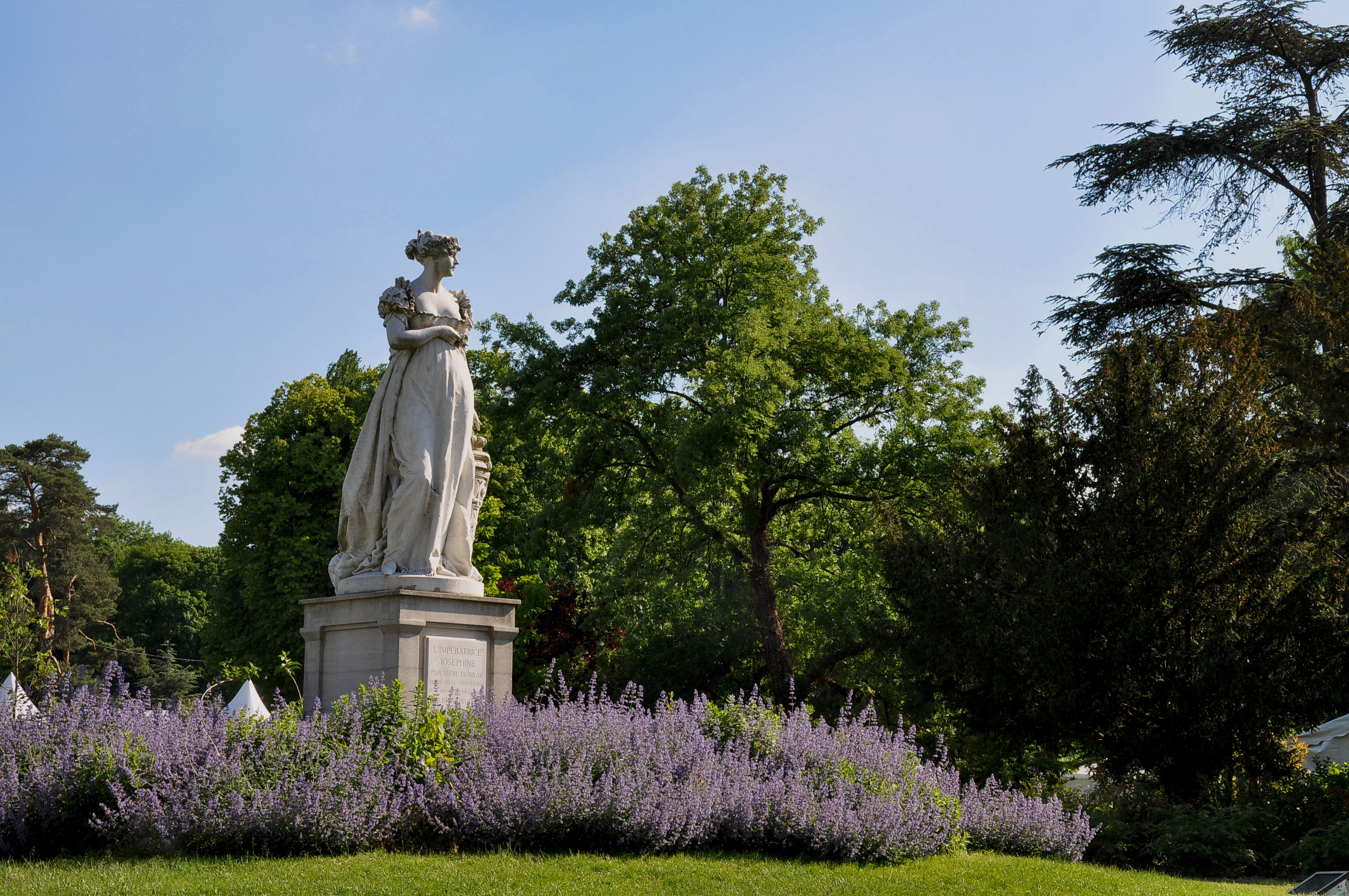
Statue de Joséphine par Gabriel-Vital Dubray.

Joséphine de Beauharnais, devenue propriétaire du château de Malmaison voisin en 1799, cherche à acheter Bois-Préau pour agrandir son domaine, mais Anne-Marie Julien refuse obstinément de le lui vendre. Ce n'est qu'après sa mort accidentelle – elle est retrouvée noyée dans la pièce d'eau du parc le 9 mars 1808 – que Joséphine peut enfin conclure la vente avec ses héritiers le 29 janvier 1810.
Joséphine fait abattre les murs séparant Malmaison de Bois-Préau, ce qui permet de se rendre au village de Rueil sans sortir de la propriété. Elle loge au château plusieurs personnes de son service comme le médecin ou l'intendant, y accueille à l'occasion des invités et y place le surplus de la bibliothèque de Malmaison, comprenant 7 500 volumes et une partie de son cabinet d'histoire naturelle ainsi que les archives du domaine. Elle entreprend de faire redessiner les jardins par son paysagiste attitré Louis-Martin Berthault.
Ces travaux sont interrompus par la mort de l'Impératrice en 1814. Son fils, le prince Eugène, hérite de Malmaison et Bois-Préau, qu'il entretient avec soin. Après sa mort en 1824, sa veuve née princesse Augusta-Amélie de Bavière et ses cinq enfants vendent en 1828 la propriété à Mme Arsonneau veuve Maurez, qui la revend en 1833 à un négociant parisien, Étienne Bénard et sa femme née Éléonore Pochonnet.
En 1853, ceux-ci vendent le domaine pour 180 000 francs au baron Édouard Rodrigues-Henriques (1796-1878), banquier, administrateur de sociétés et passionné de musique. Le château n'étant pas en très bon état, il en fait abattre les ailes et fait reconstruire la plus grande partie du corps central en 1854-1855 par son architecte, qui était peut-être Alfred-Louis Feydeau, l'oncle du célèbre écrivain Georges Feydeau. Dès 1853, il cède une partie du domaine à son gendre, l'helléniste et ethnologue Gustave d'Eichthal (1804-1886), qui y fait bâtir le château des Fossés.
Édouard Rodrigues-Henriques reçoit à Bois-Préau le compositeur Jacques Fromental Halévy, qui a épousé sa cousine germaine Léonie, ou Georges Bizet, gendre de Halévy. Il entretient également une abondante correspondance avec George Sand, qui lui a été présentée par Alexandre Dumas. Avec elle, il choisit les livres à acheter pour la bibliothèque qu'il crée pour les pauvres de Rueil, tandis que sa femme, née Sophie Lopes-Henriques de Saa (1802-1861), finance une crèche de vingt berceaux.
Après la mort de Rodrigues-Henriques, ses quatre filles (Mme Gustave d'Eichthal, Mme Ernest Goüin, Mme Genuyt de Beaulieu et Mme Paul Roland-Gosselin) vendent Bois-Préau dès 1879 au journaliste Benoît Jouvin (1810-1886), gendre et associé d'Hippolyte de Villemessant, directeur du Figaro. Après avoir connu plusieurs propriétaires, le domaine est acheté sous réserve d'usufruit en 1920 à la veuve de Jacques François Crespin par l'homme d'affaires et mécène américain Edward Tuck (1842-1938) et son épouse Julia Stell (1850-1928), propriétaires du domaine de Vert-Mont voisin. Ceux-ci font donation de Bois-Préau à l'État en 1926 afin d'en faire une annexe du musée de Malmaison.

## Description
Le château de Bois-Préau se trouve dans un parc à l'anglaise de 16,1 hectares qui était autrefois relié à celui du château de Malmaison. Ce parc est une annexe de la forêt de Malmaison. Il comporte un bassin d'ornement et une rivière artificiels. Certains de ses arbres sont bicentenaires, dont des noisetiers de Byzance.
La statue de l'impératrice Joséphine par Gabriel Vital Dubray date de 1865. Elle entre dans les collections du musée en 1932. En 2021, elle est remplacée par une copie en raison de sa dégradation, l'originale étant conservée dans les réserves. Le parc accueille trois autres sculptures : L'Aigle, La Liseuse et La Pensée.

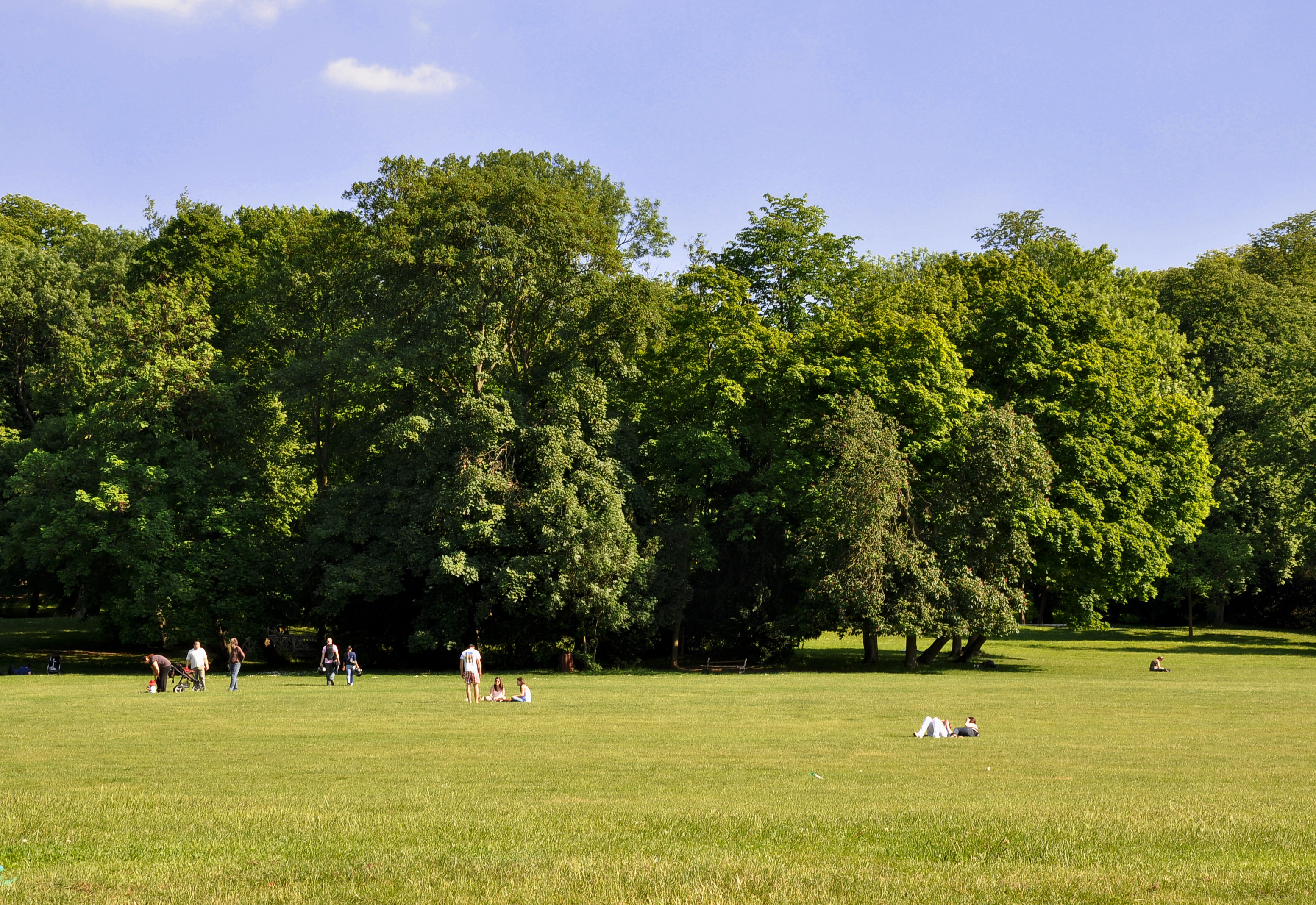
Parc à l'anglaise.
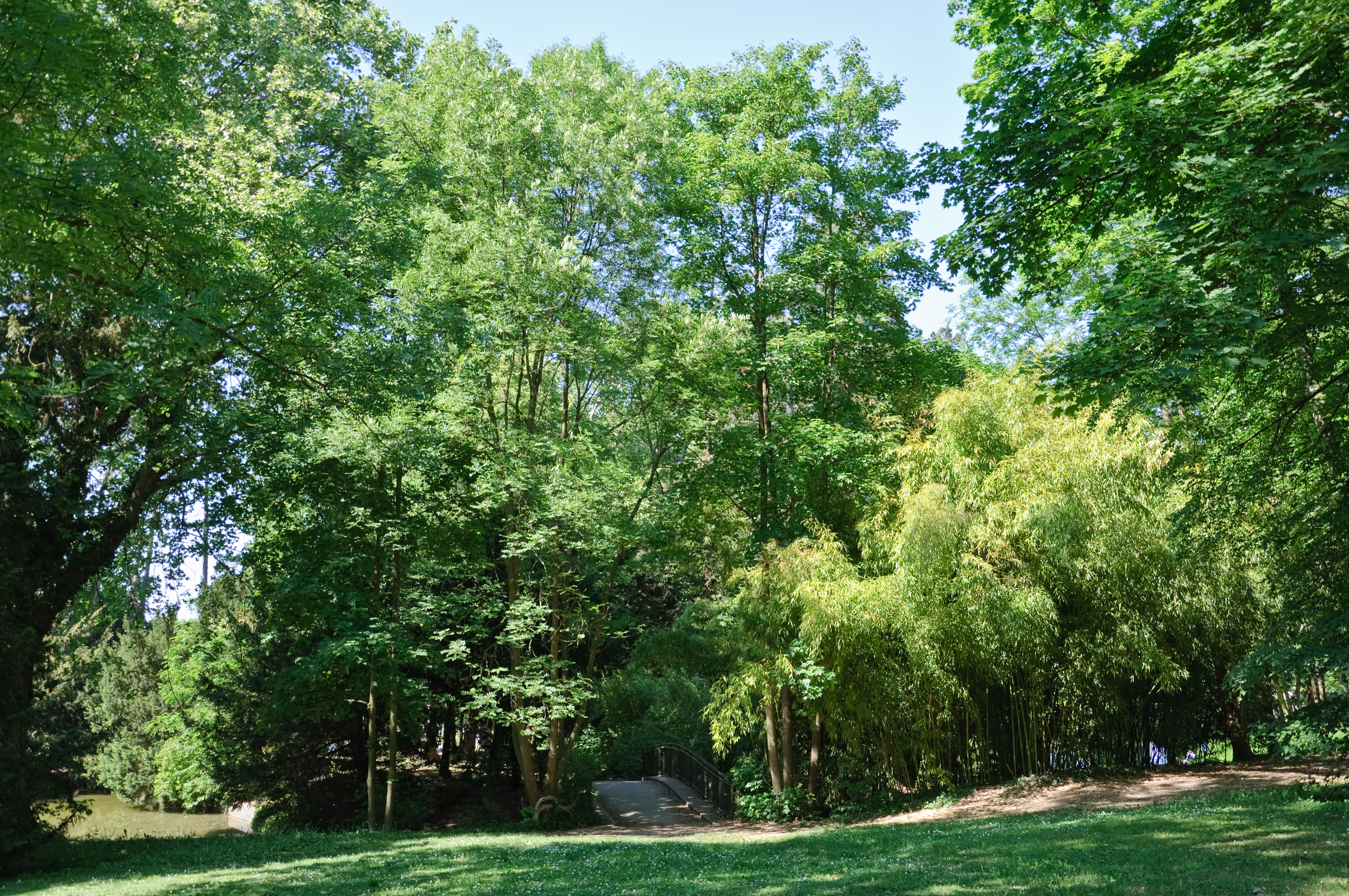
Dans le parc à l'anglaise.
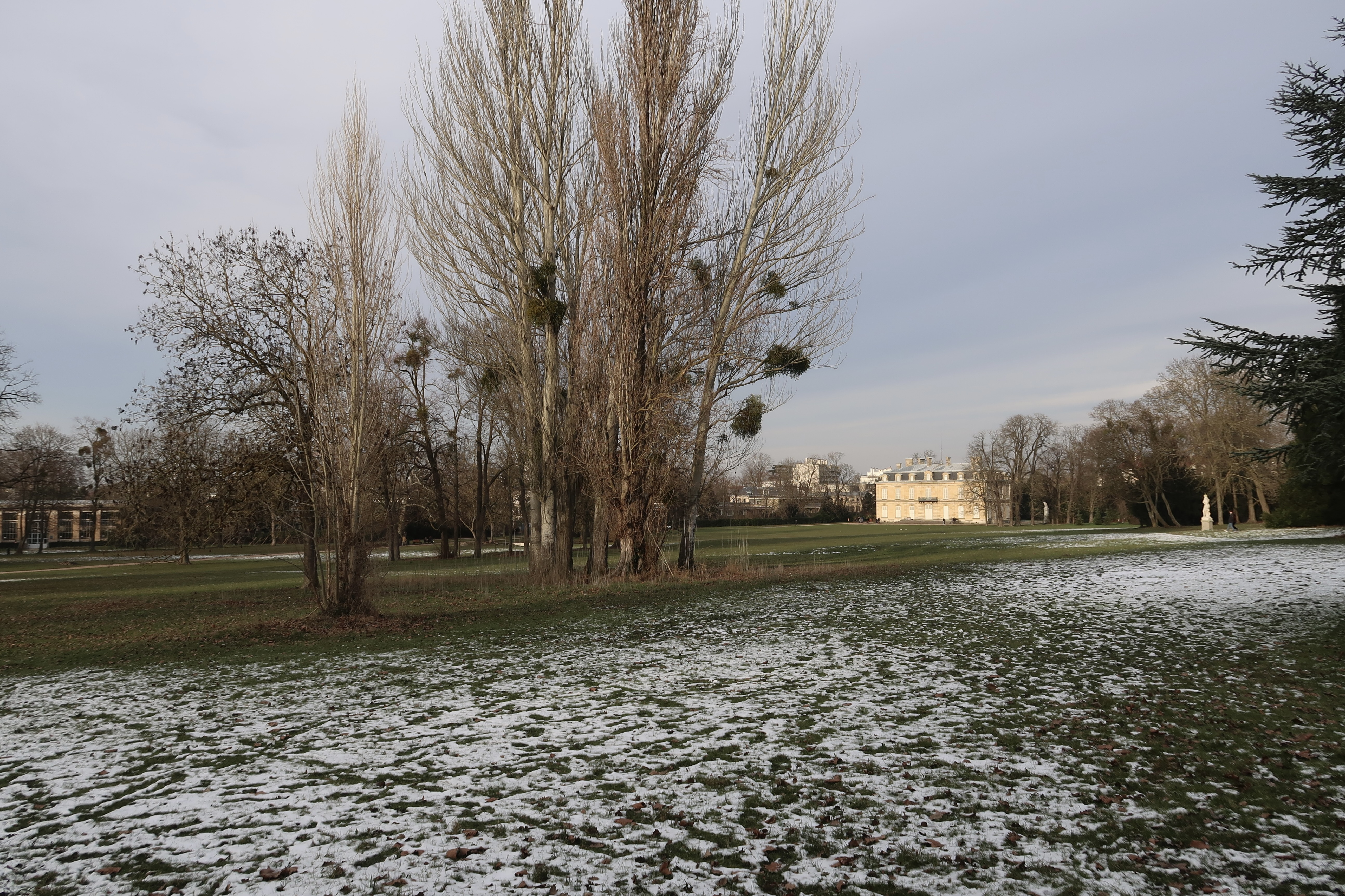
En hiver.
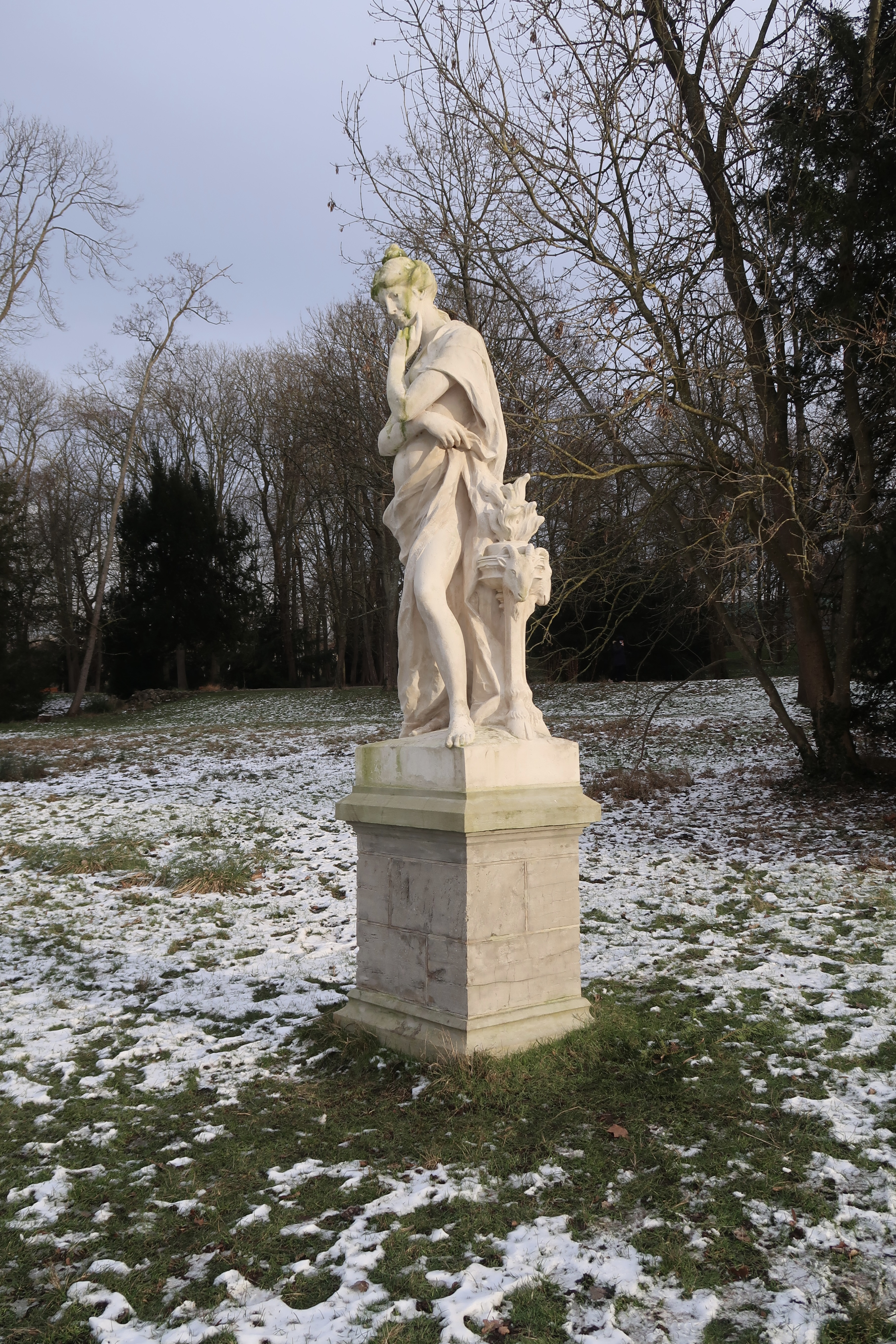
La Pensée.
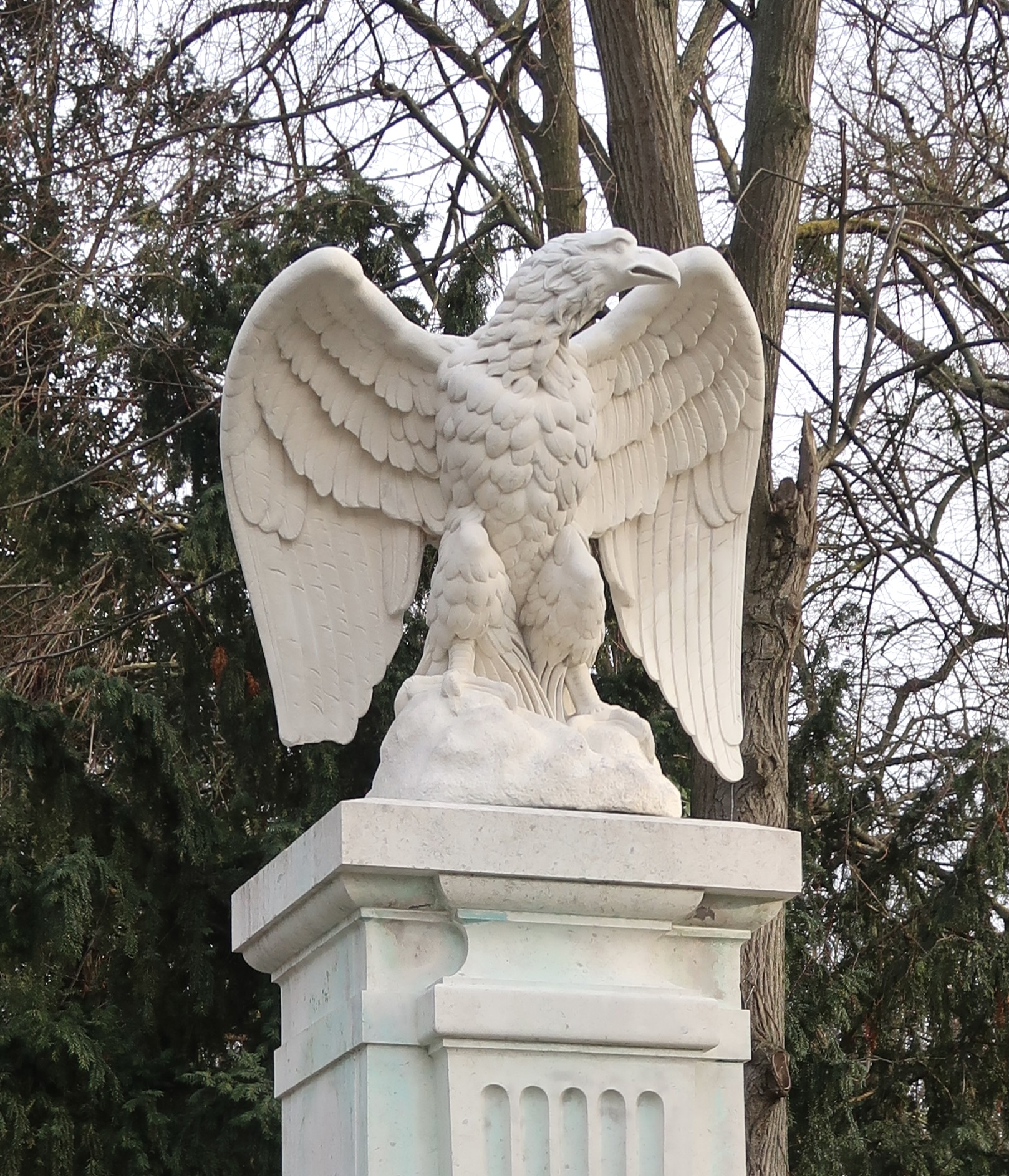
L'Aigle.

## Collections
Inauguré en 1958, le musée national du château de Bois-Préau, annexe de celui de Malmaison, est consacré à la captivité et à la mort de Napoléon à Sainte-Hélène ainsi qu'au retour des cendres et à la légende napoléonienne.
Le musée du château de Bois-Préau est actuellement fermé pour travaux. Après la restauration du grand salon néo-Louis XV au rez-de-chaussée, la reconstitution du salon de Longwood House au premier étage est en cours afin d'y présenter une partie du mobilier d'origine de la maison occupée par Napoléon à Sainte-Hélène. Par ailleurs, la bibliothèque du château doit accueillir l'exceptionnelle collection de plusieurs milliers de boîtes portant l'effigie de Napoléon donnée en 1958 par la princesse Marie Bonaparte après la mort de son mari le prince Georges de Grèce.

## Expositions temporaires
- Eugène de Beauharnais, un prince européen, 2022-23[3]
- 1769, la Corse à la naissance de Napoléon Bonaparte, 2023